# Saskatchewan Senior Hockey League
Saskatchewan Senior Hockey League (SSHL) var en amatörishockeyliga i provinsen Saskatchewan i Kanada åren 1938-1971.

## Mästare
- 1938/1939: Saskatoon Quakers
- 1939/1940: Moose Jaw Millers
- 1940/1941: Regina Rangers
- 1941/1942: Saskatoon Quakers
- 1942/1943: Regina Army Capitals
- 1943/1944: Flin Flon Bombers
- 1949/1950: Säsongen inställd
- 1950/1951: Yorkton Legion
- 1951/1952: Melville Millionaires
- 1952/1953: Regina Caps
- 1953/1954: Moose Jaw Millers
- 1954/1955-1957/1958: Säsongerna inställda
- 1958/1959: Regina Caps
- 1959/1960: Saskatoon Quakers
- 1960/1961: Moose Jaw Pla-Mors
- 1961/1962: Saskatoon Quakers
- 1962/1963: Saskatoon Quakers
- 1963/1964: Saskatoon Quakers
- 1964/1965: Moose Jaw Pla-Mors
- 1965/1966-1966/1967: Säsongerna inställda
- 1967/1968: Yorkton Terriers
- 1968/1969: Regina Caps
- 1969/1970: Yorkton Terriers
- 1970/1971: Yorkton Terriers